# Somnus (Mond)
Somnus ist die kleinere Komponente des Plutino-Doppelsystems (341520) Mors-Somnus. Sein mittlerer Durchmesser beträgt 97 Kilometer, das ist etwa 95,5 % des Mutterasteroiden. Dieser Asteroid ist der zweite, der offiziell als Mond und als Teil eines Doppelsystems eingestuft ist.

## Entdeckung und Benennung
Somnus wurde am 14. Oktober 2007 von Scott S. Sheppard und Chadwick A. Trujillo bei Beobachtungen unter Anwendung adaptiver Optik mit den Subaru/Gemini/Magellen-Teleskopen auf dem Mauna Kea auf Hawaii entdeckt. Die Entdeckung wurde am 1. August 2008 bekanntgegeben, der Mond erhielt die vorläufige Bezeichnung S/2007 (341520) 1.
Am 2. Juni 2015 erhielt Somnus zusammen mit Mors den offiziellen Namen, benannt nach den Zwillingsgöttern der Unterwelt und Nachfahren von Nox, der Göttin der Nacht aus der römischen Mythologie. Mors (lateinisch „Tod“) ist die römische Personifikation des Todes und Somnus (lat. „Schlaf“) diejenige des Schlafes. Die Namensvergabe erfolgte unter den allgemeinen Regeln für Plutinos, die nach Göttern der Unterwelt benannt werden.
Mors-Somnus wurde nach (79360) Sila-Nunam im Januar 2012 als zweites System dieses Typs auch als Doppelsystem benannt, was aufgrund der Größenverhältnisse der beiden Körper durchaus sinnvoll ist. Inkonsequenterweise wurde zuvor etwa Patroclus und Menoetius, die ähnliche Größenverhältnisse aufweisen, keine Doppelsystembezeichnung verliehen (siehe dazu →Nunam: Die Fragen einer nicht ganz klaren Einordnung eines ganzen Systems).

## Bahneigenschaften

### Umlaufbahn
Somnus und Mors umkreisen das gemeinsame Baryzentrum auf einer prograden, leicht elliptischen Umlaufbahn in einem Abstand zwischen 17 901 km und 24 179 km voneinander (Große Bahnhalbachse 21 040 km, dies entspricht 412,5 Mors- bzw. 433,8 Somnusradien). Die Bahnexzentrizität beträgt 0,1492, die Bahn ist 15,68° gegenüber der Ekliptik geneigt.
Somnus und Mors umrunden das Baryzentrum in 971 Tagen, 16 Stunden und 48 Minuten, was 92,433 Umläufen („Monaten“) in einem Mors-Somnus-Jahr (245,91 Erdjahre) entspricht.

### Rotation
Da Mors über eine bekannte Eigendrehung und Somnus zudem eine relativ weite Entfernung zu Mors verfügt, ist davon auszugehen, dass Somnus nicht gebunden rotiert.

## Physikalische Eigenschaften

### Größe
Der Durchmesser von Somnus beläuft sich auf 97 km, wobei sein Hauptkörper Mors mit 102 km um nur 4,5 % größer ist.

### Innerer Aufbau
Die ausgesprochen niedrige System-Dichte von 0,75 g/cm³, die weit unter derjenigen von Wasser liegt, weist darauf hin, dass Wassereis auf beiden Körpern vorherrschend sein müsste, was als Erklärung der niedrigen Dichte allerdings nicht ausreicht, da selbst reines Eis mit 0,91 g/cm³ noch dichter ist. Somit ist anzunehmen, dass beide Körper im Innern Hohlräume aufweisen müssen. (→Rubble Piles)

## Erforschung
Seit ihrer Entdeckung 2007 ließen sich Somnus und Mors insgesamt bisher 37 Mal innerhalb von 5 Jahren beobachten. (Stand Juni 2015)